# ウィリアムザサード
ウィリアムザサード (William the Third) とは、イギリスの競走馬、種牡馬である。
馬名はイングランド国王ウィリアム3世にちなむ。
父セントサイモンのオーナーとして知られる第6代ポートランド公爵が晩年に生産した名ステイヤーでセントサイモン最後の名馬といわれる。

## 経歴
2歳時は10月に一度だけ走り、8頭立ての着外。
3歳時は4月から2連勝の後、迎えたニューマーケットステークスでは2000ギニー2着で後のセントレジャーステークス勝馬ドリクレスを破り、単勝15倍を超える穴馬として臨んだダービーステークスでは1番人気ヴォロディオフスキーと最後まで競り合って3/4馬身差の2着に善戦した。
4歳時、アスコットゴールドカップではヴォロディオフスキー、前年のアスコットゴールドカップ馬サントイ、オークス馬キャップアンドベルズ、パリ大賞の勝馬シェリといった錚々たるメンバーをまとめて下す5馬身差の圧勝を決め、さらにその翌日には3マイルの長丁場クイーンアレクサンドラプレートに出走し、後続を6馬身ちぎって圧勝した。9月にはドンカスターカップを8馬身差で完勝した。
5歳時、アスコットゴールドカップ連覇を目指して調教を続けていたが、調教中に石につまずき、つなぎを痛めて引退した。

## 種牡馬として
種牡馬入り後は1911,14年にイギリスサイアーランキングで2位につけた。1922年にはイギリスチャンピオンブルードメアサイアーとなった。

### 主な産駒
- ウィルオニキスWillonyx - アスコットゴールドカップ、ジョッキークラブカップ
- ウィンキーWinkie - ファーラップの母となるエントリーティEntreatyの父